# عبد الله مباي
عبد الله مباي (بالفرنسية: Abdoulaye M'Baye)‏ مواليد 3 نوفمبر 1988 في بيرك، فرنسا، هو لاعب كرة سلة فرنسي. بدأ مسيرته الاحترافية في سنة 2006. يلعب مع بي سي إم جرافيلين في الدوري الفرنسي لكرة السلة الدرجة الأولى. يحمل الرقم 7. يبلغ طوله 6 قدم 2 بوصة (1.9 م).

## المسيرة الاحترافية
لعب مع جاي دي أيه ديجون في الدوري الفرنسي من سنة 2006 إلى 2010، ثم لعب مع ستراسبورغ أي جي من سنة 2010 إلى 2012، ثم لعب مع بي سي إم جرافيلين في الدوري الفرنسي في سنة 2012.

## روابط خارجية
- عبد الله مباي على موقع الاتحاد الدولي لكرة السلة (الإنجليزية)
- عبد الله مباي على موقع كرة السلة الأوروبية.كوم (الإنجليزية)
- عبد الله مباي على موقع ريلجم (الإنجليزية)
- عبد الله مباي على موقع بروبوليرز (الإنجليزية)
- عبد الله مباي على موقع سبورتس رفرنس (الإنجليزية)